# Montero (album)
Montero (stylizowane jako MONTERO) – debiutancki album studyjny amerykańskiego rapera i piosenkarza Lil Nas X-a. Został wydany 17 września 2021 roku nakładem wytwórni Columbia Records. Album został zapowiedziany w 2019 roku, a jego tytuł ujawniono w marcu 2021 roku, po wydaniu głównego singla „Montero (Call Me by Your Name)”. Montero było również poprzedzone singlami „Sun Goes Down” i „Industry Baby”. Album zawiera współpracę z Jackiem Harlowem, Doją Cat, Eltonem Johnem, Megan Thee Stallion i Miley Cyrus.

## Wydanie i promocja albumu
W wywiadzie z amerykańską osobowością radiową Angie Martinez przeprowadzonym w sierpniu 2019 r. po wydaniu 7, Lil Nas X ujawnił, że pracuje nad swoim pierwszym pełnowymiarowym albumem, zaznaczając, że będzie to bardziej osobisty projekt. 26 marca 2021 roku, po wydaniu „Montero (Call Me by Your Name)”, Lil Nas X ogłosił na Twitterze tytuł albumu – Montero – wraz z datą premiery jeszcze w 2021 roku. 29 czerwca parodia logo produkcji Marvel Studios została przesłana na YouTube jako nowy zwiastun albumu z różnymi klipami z teledysków do jego singli. 23 sierpnia ogłoszono partnerstwo z Taco Bell w celu promowania albumu. Data premiery albumu została ogłoszona w innym zwiastunie przesłanym na YouTube 26 sierpnia.
Lista utworów została ogłoszona 1 września. Wraz z ogłoszeniem listy utworów ujawniono też współpracę z Doja Cat, Eltonem Johnem, Megan Thee Stallion i Miley Cyrus. Na początku września Lil Nas X wziął udział w fałszywej „ciążowej” sesji zdjęciowej, w której rzekome dziecko było jego albumem. Zainspirował go do tego werset Megan Thee Stallion w utworze „Dolla Sign Slime”.
Premiera albumu została poprzedzona transmisją na żywo na YouTube w której, Lil Nas X udziela wywiadu postaci o imieniu Montero, granego przez niego samego, w fikcyjnym codziennym talk show zatytułowanym The Montero Show, pod koniec którego Nas X został niespodziewanie wysłany do szpitala, aby „urodzić jego album”.
Album w Polsce uzyskał status dwukrotnie platynowej płyty.

## Lista utworów
Opracowano na podstawie materiału źródłowego.
1. „Montero (Call Me by Your Name)” – 2:18
2. „Dead Right Now” – 3:41
3. „Industry Baby” (gościnnie Jack Harlow) – 3:32
4. „That’s What I Want” – 2:23
5. „The Art of Realization” – 0:24
6. „Scoop” (gościnnie: Doja Cat) – 2:54
7. „One of Me” (gościnnie Elton John) – 2:42
8. „Lost In the Citadel” – 2:50
9. „Dolla Sign Slime”Am I Dreaming – 2:25
10. „Tales of Dominica” – 2:26
11. „Sun Goes Down” – 2:48
12. „Void” – 4:08
13. „Don’t Want It” – 2:12
14. „Life After Salem” – 3:31
15. „Am I Dreaming” (gościnnie Miley Cyrus) – 2:23